# Biretia
 Biretia  ist eine ausgestorbene Gattung der Primaten, die vor rund 37 Millionen Jahren in Nordafrika vorkam. Die Gattung und ihre Typusart,  Biretia piveteaui , wurde im Jahr 1988 anhand eines einzelnen Zahns, eines Molars aus einem Unterkiefer, gegen andere, ähnlich alte Arten abgegrenzt und wissenschaftlich beschrieben.

## Namensgebung
Die Bezeichnung der Gattung ist laut Erstbeschreibung vom Fundort des ersten ihr zugeordneten Fossils im Osten von Algerien, unweit der Stadt Bir el Ater (die zugleich Namensgeberin der Kultur des Atérien ist), abgeleitet. Das Epitheton der Typusart, piveteaui, ehrt den französischen Paläontologen Jean Piveteau.
Im Jahr 2005 wurden zwei zusätzliche Arten der Gattung benannt, Biretia fayumensis und Biretia megalopsis. Das Epitheton fayumensis bezieht sich auf den Fundort, die Fossillagerstätte Fayyum in Ägypten. Das Epitheton megalopsis ist zusammengesetzt aus den beiden griechischen Wörtern μέγα (mega, „groß“) und ὤψ (ōps, „Auge“) und bezieht sich auf die Beschaffenheit der Augen („großäugig“) in Relation zur Größe des Kopfes.

## Erstbeschreibung
Der Erstbeschreibung von Gattung und Typusart im Jahr 1988 liegt als Holotypus das Fossil mit der Sammlungsnummer BRT. 17-84 zugrunde, ein gut erhaltener, einzelner Molar M1 aus einem Unterkiefer, der in die Sammlung der Universität Pierre und Marie Curie in Paris aufgenommen wurde. Die Merkmale des recht kleinen, niederkronigen und nahezu rechteckigen Zahns mit abgerundeten Ecken wurden u. a. abgegrenzt gegen die deutlich größeren Gattungen Parapithecus, Apidium, Propliopithecus und Aegyptopithecus sowie gegen diverse andere, ähnlich alte Gattungen, wiewohl Biretia einige wichtige abgeleitete Merkmale mit anderen, insbesondere aus Fayyum bekannten, jüngeren Primaten teile. Biretia stehe aufgrund ihres Alters und ihrer Merkmale zwischen den älteren Arten aus der Familie der Omomyidae und den rund 30 Millionen Jahre alten Fayyum-Primaten.

## Weitere Funde
Im Jahr 2010 wurden erstmals weitere Fossilienfunde zu Biretia piveteaui gestellt: sechs einzelne Molaren (M1 bis M3) aus der Fundstätte Dur At-Talah in Libyen.
Bereits fünf Jahre zuvor waren zwar Fossilienfunde aus der Birket Qarun Locality 2 (BQ-2) im Gebiet der Fundstätte Fayyum zur Gattung Biretia gestellt, jedoch den beiden neu beschriebenen Arten Biretia fayumensis und Biretia megalopsis zugeordnet worden. Holotypus von Biretia fayumensis ist das Fossil CGM 83658, ein Unterkiefer-Fragment mit erhaltenem Molar M2 und M3. Holotypus von Biretia megalopsis ist ebenfalls ein Unterkiefer-Fragment mit erhaltenem Molar M2 und M3 (Sammlungsnummer CGM 83661). Anhand der Größe der Zähne wurde versucht, das Körpergewicht zu rekonstruieren; als mittlerer Wert ergaben die Berechnungen 273 Gramm für Biretia fayumensis und 376 Gramm für Biretia megalopsis.
Zusätzlich zu den als Holotypus ausgewiesenen Unterkiefern wurden Biretia fayumensis mehrere einzelne Oberkiefer- und Unterkieferzähne zugeordnet, Biretia megalopsis wurden u. a. ein Oberkieferfragment mit erhaltenen Molaren (M1 bis M3) und drei einzelne Zähne zugeordnet. Aus der Beschaffenheit des Oberkieferfragments wurde abgeleitet, dass die Tiere dieser Art sehr große Augenhöhlen besaßen und daher vermutlich nachtaktiv waren. Innerhalb der reichhaltigen Primatenfauna des Fayyum bildet Biretia den ältesten Vertreter der Affen. Alle anderen Funde von fossilen Affen wie Parapithecus, Propliopithecus oder Aegyptopithecus sind aus stratigraphisch höher gelegenen Fundstellen überliefert und zwischen vier und sieben Millionen Jahre jünger. Die Birket Qarun Locality 2 enthielt ansonsten Vertreter mehrerer Linien der Feuchtnasenaffen.

## Belege
1. 1 2  Louis de Bonis et al.: Découverte du plus ancien primate Catarrhinien connu dans l'Éocène supérieur d'Afrique du Nord. In: Comptes rendus de l'Académie des sciences. Série 2. Band 306, Nr. 13, 1988, S. 929–934, Zugang zum Volltext.
2. 1 2 3  Erik R. Seiffert, Elwyn L. Simons, William C. Clyde et al.: Basal Anthropoids from Egypt and the Antiquity of Africa's Higher Primate Radiation. In: Science. Band 310, Nr. 5746, 2005, S. 300–304, doi:10.1126/science.1116569.
 Jean-Jacques Jaeger und Laurent Marivaux: Shaking the Earliest Branches of Anthropoid Primate Evolution. In: Science. Band 310, Nr. 5746, 2005, S. 244–245, doi:10.1126/science.1118124.
3. ↑  Erik R. Seiffert, Marcelo F. Tejedor, John G. Fleagle, Nelson M. Novo, Fanny M. Cornejo, Mariano Bond, Dorien de Vries und Kenneth E. Campbell Jr.: A parapithecid stem anthropoid of African origin in the Paleogene of South America. In: Science. Band 368, 2020, S. 194–197, doi:10.1126/science.aba1135
4. ↑  Jean-Jacques Jaeger, K. Christopher Beard, Yaowalak Chaimanee et al.: Late middle Eocene epoch of Libya yields earliest known radiation of African anthropoids. In: Nature. Band 467, 2010, S. 1096, doi:10.1038/nature09425.
5. ↑  Supporting Online Material, S. 8. (Zugang über „Download: seiffert.som.pdf“).
6. ↑  Erik R. Seiffert: Early Primate Evolution in Afro-Arabia. In: Evolutionary Anthropology. Band 21, 2012, S. 239–253.